# Крючкин, Геннадий Владимирович
Генна́дий Влади́мирович Крю́чкин (22 октября 1958, деревня Вяжички, Калужская область) — советский гребец (академическая гребля), серебряный призёр Олимпийских игр. Заслуженный мастер спорта СССР (1984).

## Биография
В 1976 году окончил Спасскую среднюю школу, в 1985 — Азербайджанский государственный институт физической культуры.
Выступал за спортивное общество «Кура» Азербайджан, затем за ЦСК ВМФ. Тренировался у заслуженного тренера СССР М. М. Рожкова
На Олимпиаде в Москве Геннадий в составе распашной двойки с рулевым завоевал серебряную медаль.
В 1992 в составе распашной четвёрки с рулевым Крючкин занял 6-е, последнее, место.
Многократный чемпион СССР. Серебряный призёр (вместе с Виктором Переверзевым) чемпионата мира 1983 года в Дуйсбурге (ФРГ).